# 野村佃煮
株式会社野村佃煮（のむらつくだに、Nomura Tsukudani Co.,Ltd.）は、京都府宇治市に本社を置き、佃煮などの製造・販売を手掛けている食品メーカー。ブンセンの100%子会社。

## 概要
1931年に創業。佃煮を中心に煮豆や惣菜、おせち料理の製造販売を手掛けているほか、京都市内に直営店も展開している。
創業の翌年である1932年には丸物百貨店に出店。1952年5月に株式会社野村佃煮（旧社）が設立。旧社は、百貨店や食品スーパー、食品商社、通販業者、外食産業などを販路として確保し。1971年4月には東日本を営業エリアとした株式会社東京野村を設立した、その後も全国各地に進出した上で店舗を展開していった。
2012年3月期には約50億5100万円の売上があった。しかし、主力販路であった百貨店における集客力が年々低下したと同時に売上も減少。2020年3月期の売上も約39億9100万円にまで落ち込んだと同時に、約9700万円の赤字を計上した。このため旧社は、京都府中小企業活性化協議会の支援のもと、金融機関から借入金の返済猶予措置を受けるなどして経営再建に努めていたが、新型コロナウイルスが追い打ちをかけ、観光および贈答品需要などが急減した。さらなる経営再建策として、2023年には総菜部門の縮小などのリストラを実施したが、収益の改善が遅れたため、旧社は2024年2月13日に子会社である東京野村と共に東京地方裁判所へ民事再生法適用を申請。同日付で保全・監督命令を受けた。負債総額は2社合計で45億円。
民事再生スポンサーには、兵庫県たつの市に本社を置くブンセンが選定され、旧社とブンセンは2024年3月13日に事業譲渡契約を締結。ブンセンは旧社の事業を譲受する受け皿会社として、同年3月15日に野村佃煮株式会社を設立した。野村佃煮株式会社は2024年3月29日に株式会社野村佃煮（新社）に商号変更され、新社は同年4月1日付で宇治管理株式会社（株式会社野村佃煮（旧社）から商号変更）から事業を譲受した。新社の社長には田中智樹が就任した。
株式会社野村佃煮（旧社）と株式会社東京野村は2024年3月29日に宇治管理株式会社と根津管理株式会社に商号変更された。宇治管理と根津管理は民事再生手続を継続していたが、宇治管理は2024年5月7日に東京地方裁判所から民事再生手続廃止決定を受け、同年6月4日に破産手続開始決定を受けた。

## 沿革

### 野村佃煮（旧社）→宇治管理
- 1931年3月 - 京都市中京区にて創業。
- 1952年5月 - 京都中央佃煮株式会社として法人へ改組。
- 1963年 - 本社を宇治市へ移転。
- 1971年4月 - 株式会社東京野村を設立。
- 1972年2月 - 株式会社野村佃煮を設立。
- 2010年4月 - 株式会社野村佃煮と京都中央佃煮株式会社が合併。
- 2017年4月 - 京都佃煮荷受有限会社を吸収合併。
- 2024年
  - 2月13日 - 野村佃煮と東京野村が東京地方裁判所へ民事再生法適用を申請。
  - 3月29日 - 野村佃煮は宇治管理株式会社に、東京野村は根津管理株式会社にそれぞれ商号変更。
  - 4月1日 - ブンセンが設立した株式会社野村佃煮（新社）へ事業を譲渡して事業停止。
  - 5月7日 - 宇治管理が東京地方裁判所から民事再生手続廃止決定を受ける。
  - 6月4日 - 宇治管理が東京地方裁判所から破産手続開始決定を受ける。

### 野村佃煮（新社）
- 2024年
  - 3月15日 - 野村佃煮株式会社として設立。
  - 3月29日 - 株式会社野村佃煮（新社）へ商号変更。
  - 4月1日 - 宇治管理株式会社から事業を譲受して営業開始。

## 店舗
京都市内において4店舗を運営している。詳細は店舗一覧を参照。